# Sceloporus goldmani
Sceloporus goldmani este o specie de șopârle din genul Sceloporus, familia Phrynosomatidae, descrisă de Smith 1937. A fost clasificată de IUCN ca specie în pericol. Conform Catalogue of Life specia Sceloporus goldmani nu are subspecii cunoscute.